# Elaphidion glabriusculum
Elaphidion glabriusculum là một loài bọ cánh cứng trong họ Cerambycidae.